# Altipuerto de Courchevel
El Altipuerto de Courchevel (en francés; Altiport de Courchevel) (IATA: CVF, OACI: LFLJ) es un aeropuerto ubicado en Courchevel, una estación de esquí en los Alpes franceses. El aeródromo está a 2008 metros sobre el nivel del mar y tiene una pista muy corta de solo 537 metros (1762 pies) con un gradiente de 18,6%. Debido al terreno es imposible realizar maniobras de motor y al aire y normalmente es utilizado por aviones pequeños de ala fija (Como avionetas Cessna)  y helicópteros. La pista no posee procedimientos de aproximación por instrumentos o ayudas de iluminación; por lo que las aproximaciones en días de niebla o con nubes bajas son extremadamente peligrosas y prácticamente irrealizables.
Es considerado uno de los aeropuertos más peligrosos del mundo por su ubicación, condiciones climáticas y pista ascendente y por las cercanías a zonas de esquí. El programa de History Channel , "Most Extreme Airports", lo ubica como el séptimo aeropuerto más extremo del mundo.

## Historia
Se denomina altipuerto a un aeropuerto ubicado en un relieve montañoso. Generalmente, se compone de unos pocos kilómetros por su difícil construcción sobre las laderas montañosas y los fríos climas.  En los Alpes existen varios altipuertos, siendo el de Courchevel el más antiguo de todos y justamente la palabra "altipuerto" se desarrolló durante la creación del Altipuerto de Courchevel.  En 1961 , el Alcalde Émile Ancenay y el Ayuntamiento aprobó la creación de la pista en la localidad de la pastura de Pralong, recibió su primer aterrizaje 31 de enero de 1962. Es una zona muy turística y es usado mucho por los esquiadores.

## Servicios comerciales
En la década de 1980, Tyrolean Airlines sirvió a Courchevel utilizando aeronaves Dash-7 STOL, capaces de transportar hasta 50 pasajeros; y más recientemente, De Havilland Canadá DHC-6 y DHC-7 Dash 7 han servido al aeropuerto.

## Aerolíneas
Las siguientes compañías prestan servicio en el aeropuerto:
| Compañía        | Notas         |
| --------------- | ------------- |
| Alpine Airlines | Posee un Hub. |
| Aerosavoie      |               |
| Hélisécurité    |               |
| SAF             |               |